# Eerste klasse 1983-84 (basketbal België)
Het seizoen 1983-1984 was de 37e editie van de hoogste basketbalcompetitie.
Sunair BC Oostende werd voor de vierde maal op rij kampioen. Maccabi Etterbeek en Melda Gent promoveerden vanuit de tweede afdeling naar het hoogste niveau. Racing Antwerp BBC gaf algemeen forfait

## Eindstand
|  |    |                              | P  | W  | V  | G | Ptn |
|  | -- | ---------------------------- | -- | -- | -- | - | --- |
|  | 1  | Sunair BC Oostende           | 24 | 21 | 3  | 0 | 42  |
|  | 2  | BBC Hellas Gent              | 24 | 19 | 5  | 0 | 38  |
|  | 3  | R. Standard Boule D'Or Liège | 24 | 15 | 9  | 0 | 30  |
|  | 4  | AS Maccabi Assumar Etterbeek | 24 | 14 | 10 | 0 | 28  |
|  | 5  | Racing Maes Pils Mechelen    | 24 | 14 | 10 | 0 | 28  |
|  | 6  | RUS Assubel Mariembourg      | 24 | 14 | 10 | 0 | 28  |
|  | 7  | Opel Merksem                 | 24 | 11 | 13 | 0 | 22  |
|  | 8  | SFX BC Verviers              | 24 | 11 | 13 | 0 | 22  |
|  | 9  | BC Toptours Aarschot         | 24 | 11 | 13 | 0 | 22  |
|  | 10 | Melda Gent                   | 24 | 9  | 15 | 0 | 18  |
|  | 11 | SC Avanti Basket Brugge      | 24 | 7  | 17 | 0 | 14  |
|  | 12 | Royal Anderlecht             | 24 | 7  | 17 | 0 | 14  |
|  | 13 | Frisa BT Kortrijk            | 24 | 3  | 21 | 0 | 6   |
|  | 14 | Racing Antwerp BBC           | 0  | 0  | 0  | 0 | 0   |

## Play offs
- Best of three

Hellas Gent - R. Standard Boule D'Or Liège 77-76
R. Standard Boule D'Or Liège - Hellas Gent 95-76
Hellas Gent - R. Standard Boule D'Or Liège 97-80
Sunair BC Oostende - Maccabi 81-58
Maccabi  - Sunair BC Oostende 66-77
- Best of five

Sunair BCO - Hellas Gent 122-106
Hellas Gent - Sunair BCO 76-73
Sunair BCO - Hellas Gent    89-76
Hellas Gent - Sunair BCO 83-84
1928 · 1929 · 1930 · 1931 · 1932 · 1933 · 1934 · 1935 · 1936 · 1937 · 1938 · 1939 · 1940 · 1941 · 1942 · 1943 · 1944 · 1945 · 1946 · 1947 · 1948 · 1949 · 1950 · 1951 · 1952 · 1953 · 1954 · 1955 · 1956 · 1957 · 1958 · 1959 · 1960 · 1961 · 1962 · 1963 · 1964 · 1965 · 1966 · 1967 · 1968 · 1969 · 1970 · 1971 · 1972 · 1973 · 1974 · 1975 · 1976 · 1977 · 1978 · 1979 · 1980 · 1981 · 1982 · 1983 · 1984 · 1985 · 1986 · 1987 · 1988 · 1989 · 1990 · 1991 · 1992 · 1993 · 1994 · 1995 · 1996 · 1997 · 1998 · 1999 · 2000 · 2001 · 2002 · 2003 · 2004 · 2005 · 2006 · 2007 · 2008 · 2009 · 2010 · 2011 · 2012 · 2013 · 2014 · 2015 · 2016 · 2017 · 2018 · 2019 · 2020 · 2021